# ヴァージニア・デル・キャシディ
ヴァージニア・デル・キャシディ（Virginia Clinton Kelley、1923年6月6日 - 1994年1月6日）は、元アメリカ合衆国大統領ビル・クリントンの母。

## 概要
氷屋（後に食料品店）のジェームズ・エルドリッジ・キャシディ（1898年 - 1957年）と看護麻酔師エディス・キャシディ（旧姓:グリシャム、1901年 - 1968年）の一人娘Virginia Dell Cassidyとして生まれた。高校時代は、地元のレストランでウェイトレスとして働いていた。高校卒業後、母のように看護麻酔師になる勉強をするため、シュリーブポートに引っ越した。当地での研修中、最初の夫となるウィリアム・ジェファーソン・ブライス・ジュニアに出会い、彼が第二次世界大戦に出征する直前の1943年に民事婚をした。研修完了後、ホープ　(アーカンソー州)に戻った。夫の退役後、4ヶ月間イリノイ州シカゴに引っ越した。二人はホープに家を構えようとして、彼女は両親の元に戻った。息子ビル・クリントンの出産3ヶ月前に、夫はホープへの帰路、自動車事故で死亡した。
1950年、ロジャー・クリントン・シニアと結婚した。次男ロジャー・クリントン・ジュニアも生まれたが、ロジャーはアルコール依存症であり、家族を肉体的にも精神的にも虐待した。彼はビルを養子にしなかったが、ビルは自発的に1962年、正式にクリントンに改姓した。ビルは母に姓が同じ方が暮らしやすいだろうと言った。1962年に離婚したが、数ヵ月後に再婚した。
ロジャーが1967年に悪性腫瘍で死去すると、美容師ジェフ・ドワイヤーと1969年に再婚した。彼は1974年に糖尿病の合併症で死亡した。1982年1月17日に、食品流通証券会社の幹部リチャード・ケリー（1915–2007）と再婚した。70歳でホットスプリングスの家で乳癌の合併症で死亡した。ホープのRose Hill Cemeteryにロジャーと一緒に埋葬された。